# Sylvius Adolph von Kittlitz und Ottendorf
Sylvius Adolph Freiherr von Kittlitz und Ottendorf (geb. 23. Oktober 1695 in Jäschkittel; gest. 6. Mai 1771 in Kreuzburg) war ein preußischer Landrat.

## Leben

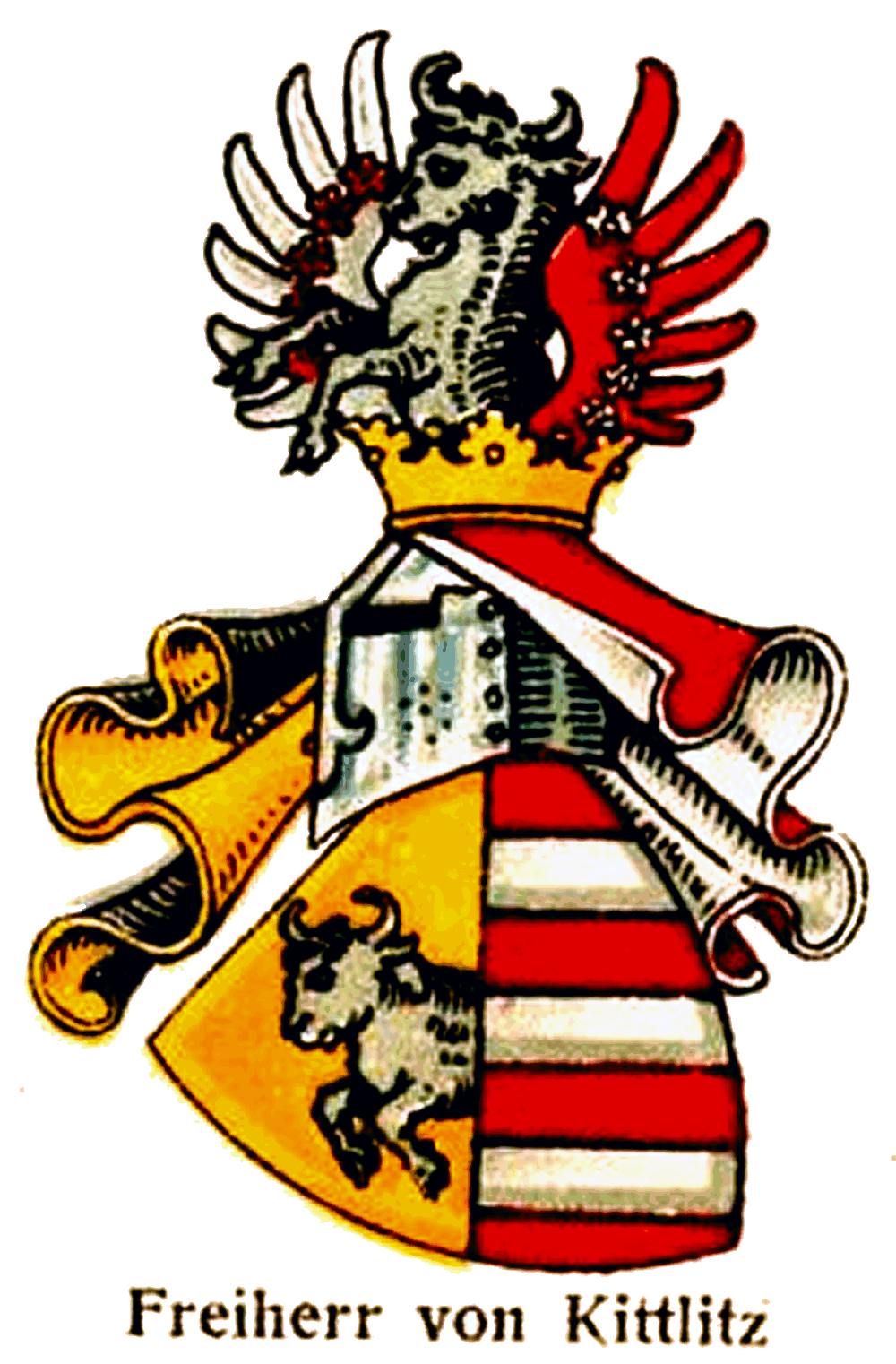
Wappen derer von Kittlitz im gotischen Stil

Sylvius Adolph Freiherr von Kittlitz und Ottendorf war Angehöriger aus dem alten, ursprünglich in der Oberlausitz ansässigen Adelsgeschlecht Kittlitz. Er war ein Sohn von Ernst Friedrich Freiherr von Kittlitz und Ottendorf (1654–1717), Landesältester und Erbherr auf Olbersdorf und Jäschkittel. Seine Mutter war Eva Elisabeth, geb. von Sebottendorf. Nach dem Besuch eines Gymnasiums in Brieg ging er zur weiteren Ausbildung an die Ritterakademie in Liegnitz. Im Jahr 1714 trat er in das Preußische Heer ein, wo er an der Belagerung von Stralsund (1715) teilnahm. Nach Ende seiner militärischen Laufbahn und mehrere Jahre später wurde er 1742 zum ersten Landrat des Kreises Kreuzburg O.S. ernannt. Das Amt als Landrat mit seinem Wohnsitz in Kreuzburg übte er bis zum Jahr 1771 aus, Nachfolger wurde Adolf Sylvius von Ohlen und Adlerscron.

## Persönliches
Sylvius Adolph Freiherr von Kittlitz und Ottendorf war seit 1722 mit Ursula Eleonora, einer Tochter des Bernhard Moritz von Prittwitz, verheiratet.